# هارولد وولف
هارولد وولف (بالإنجليزية: Harold Wolff)‏ هو طبيب أعصاب أمريكي، ولد في 26 مايو 1898 في نيويورك في الولايات المتحدة، وتوفي في 21 فبراير 1962 في واشنطن العاصمة في الولايات المتحدة.